# 相馬盆唄
相馬盆唄（そうまぼんうた）は福島県相馬地方の民謡。盆踊唄の一種で、相馬盆踊唄とも呼ばれる。元は秋田甚句の系統で、山形県の庄内・村山地方を経て福島県中通り・浜通りに伝わった。
現在は鈴木正夫の編曲によるものが普及している。鈴木正夫は1937年7月に「相馬盆踊」の曲名でビクターから発売した（歌手名義は「鈴木秀桃」）。元々は「会津磐梯山」のB面曲だったがA面曲を上回る人気となり、戦後「相馬盆唄」の曲名でA面曲で発売したものが1960年までに19万枚を売り上げ、また「豊年まつり」の曲名で再録音したものも1960年までに8万5000枚を売り上げるなど、ロングヒットを続けている。
土地の豊作を予祝する詞で、歌詞の7・7・7と5の間に「ヤレサ」の囃し詞が入る形式は関東の日光和楽踊りや秩父音頭に受け継がれている。
地元の盆踊唄を持たない地域では、東京音頭や北海盆唄などと並んで親しまれている。宮城県では、1954年ごろにオリジナルの「宮城野盆唄」が作られるまで踊られていた。